# 冯卓毅
冯卓毅（1989年6月18日—），是一名中国足球运动员，现效力中国足球超级联赛球队广州富力，司职防守中场。

## 俱乐部生涯
2002年，12岁的冯卓毅被成都市足协从武汉带到了成都，成为成都市足协下属德瑞足球培训中心的首批学员。
2009年，冯卓毅进入成都谢菲联一线队名单，开始职业足球生涯。
2012年4月7日，在联赛第四轮客场和福建骏豪的比赛中射进职业生涯的首个进球，帮助成都谢菲联2比2战平对手。
2013年1月31日，转会加盟中国足球超级联赛球队广州富力。

### 职业生涯
2012年4月8日，中甲第4轮比赛中，成都谢菲联队客场挑战福建骏豪队，在1比2落后的不利局面下，第80分钟，冯卓毅小角度吊射，球飞过出击的门将头顶飞进球门。这也是他的首个联赛进球。冯卓毅赛后感叹：“3年职业联赛第一球，真的是铁树开花啊。”
2012年5月5日，中甲联赛第八轮，成都谢菲联客场挑战深圳红钻，在0：1落后情况下，第60分钟，冯卓毅禁区弧附近一脚大力射门，将球打进，扳平了比分，可惜的是深圳随后又入一球，最终1：2败北。
2012年5月19日，中甲联赛第10轮，成都队客场挑战延边队，双方战成2：2，第82分钟，冯卓毅打入制胜一球。这一次是王存送出斜传，延边队防守漏人，冯卓毅轻松得球突入禁区低射中的。这也是冯卓毅连续第三场破门。依靠冯卓毅的绝杀，成都谢菲联续写了延边克星的神话，3-2战胜延边长白虎。
2009年全运会，男足排名赛，冯卓毅打进全场唯一进球，帮助四川队1：0淘汰江苏队。
2016年7月2日，中超联赛第15轮，河南建业凭借冯卓毅的进球1-0战胜国安。
2016年7月27日，中国足协公布中超第19轮后红黄牌及停赛通知，冯卓毅因吃到本赛季第二张红牌，因此将被停赛2场。

### 技术特点
冯卓毅，技术全面，攻守能力均衡，能胜任中后场多个位置，原效力成都谢菲联队，司职后卫，由于他具有一定进攻组织能力和技术特点，后改造为中场，主要出任后腰位置。

### 比赛数据
| 赛季 | 俱乐部     | 号码 | 出场 | 进球 | 国家 | 联赛等级 | 排名 |
| 2014 | 广州富力   | 37   | 2    | 0    | 中国 | 1        | 3    |
| 2013 | 广州富力   | 37   | 5    | 0    | 中国 | 1        | 6    |
| 2012 | 成都谢菲联 | 2    | 28   | 0    | 中国 | 2        | 9    |
| 2011 | 成都谢菲联 | 2    | 25   | 7    | 中国 | 1        | 15   |
| 2010 | 成都谢菲联 | 2    | 3    | 0    | 中国 | 2        | 2    |
| 2009 | 成都谢菲联 | 37   | 7    | 0    | 中国 | 1        | 7    |
| 2007 | 成都谢菲联 | 35   | 0    | 0    | 中国 | 2        | 2    |

### 转会情况
2013年1月31日，广州富力足球俱乐部正式宣布与球员冯卓毅签约。该球员将于今日与球队会合备战新赛季中超联赛。
2016年2月26日下午，河南建业俱乐部官方宣布引进5名球员，并同时宣布2名功勋球员离队。建业引进的5名球员分别是王国明、牟善韬、潘嘉俊、冯卓毅、陈灏，离队两名球员分别是吕建军、雷永驰。